# Winnaretta Singer
Winnaretta Singer principessa de Polignac (Yonkers, 8 gennaio 1865 – Londra, 26 novembre 1943) è stata una mecenate statunitense naturalizzata francese.

## Biografia
Fu nonna di Armande de Polignac e fu la ventesima dei 24 figli di Isaac Merritt Singer, fondatore della Singer Corporation, nota azienda di macchine da cucire, e di Isabella Eugénie Boyer (futura duchessa di Camposelice), probabile modella per la Statua della libertà. Nacque in una località vicina a New York ma ben presto con la famiglia si spostò in Europa, dove abitò prima a Parigi, poi in Inghilterra (nel Devon dove il padre fece costruire una sontuosissima residenza, ancor oggi esistente) e poi nuovamente a Parigi, in seguito alla morte del padre.
A 22 anni sposò il principe Louis de Scey-Montbéliard, sebbene lei avesse pubblicamente dichiarato la sua omosessualità. Il matrimonio venne ben presto riconosciuto come nullo dalla Chiesa cattolica (1891), che vedeva in questo episodio un grande scandalo. A 29 anni sposò il principe Edmond de Polignac, compositore e teorico musicale, di 30 anni più anziano di lei e anche lui omosessuale. Il matrimonio non fu mai consumato, ma durò fino alla fine, caratterizzato da grande rispetto e profonda amicizia fra marito e moglie, resi vicini anche dalla comune passione per la musica e le arti; la coppia si recò spesso a Bayreuth per frequentare i Bayreuther Festspiele dedicati a Wagner. Il principe de Polignac morì all'età di 67 anni, nel 1901. Winnaretta Singer ebbe altre relazioni nel resto della sua vita, le principali con Violet Trefusis e con la pianista Renata Borgatti.

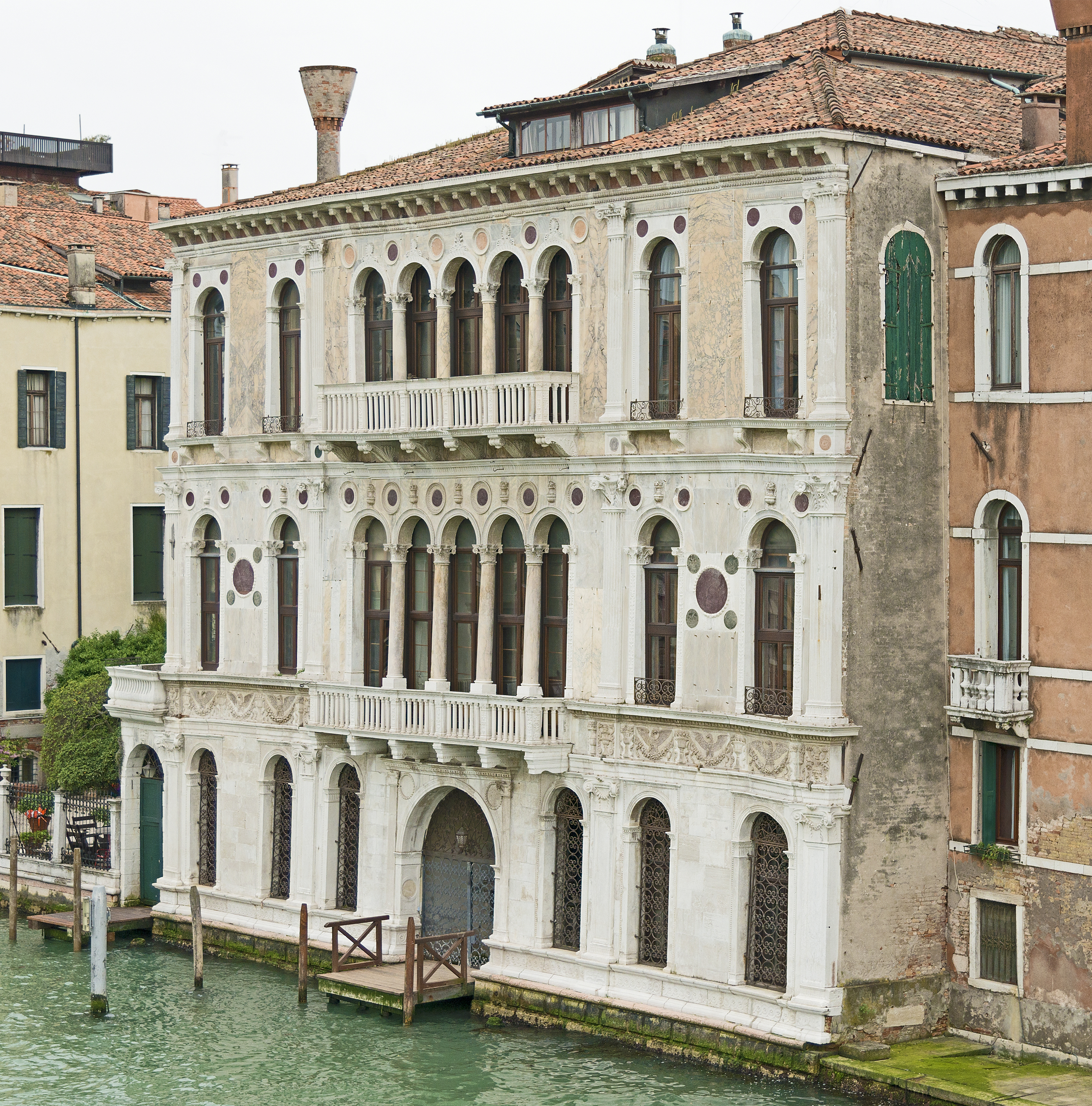
Venezia: Palazzo Contarini dal Zaffo, noto come Palazzo Contarini Polignac, visto dal Ponte dell'Accademia.

Conosciuta quindi da tutti come la principessa Winnie de Polignac, visse fra Parigi e la sua villa a Saint-Leu-la-Forêt (antica residenza dei Polignac), non distante dalla capitale, possedendo anche un palazzo a Venezia (Palazzo Contarini Dal Zaffo Polignac). A Parigi il suo salone in Avenue Henri-Martin (oggi Avenue Georges-Mandel) ospitò numerosi eventi legati alla musica d'avanguardia. Molte prime assolute di composizioni di Chabrier, d'Indy, Debussy, Fauré e Ravel si svolsero in quel celebre salone.
Il primo concerto avvenne il 22 maggio 1888, quando ancora non si poteva chiamare nobile, ma la lunga tradizione cominciò lì: vennero eseguiti estratti da opere di Chabrier (Gwendoline), di Fauré (Clair de lune), di d'Indy e di Chausson. Fauré suonava l'harmonium, Chabrier il pianoforte, d'Indy e André Messager le percussioni, insieme all'Orchestra Lamoureux e al coro del Conservatorio di Parigi.
La casa della principessa de Polignac era frequentata non solo da musicisti ma anche da intellettuali e artisti come il pittore Antonio de La Gandara, Isadora Duncan, Jean Cocteau, Claude Monet, lo scultore Jean-Joseph Carriès, Sergej Djagilev e Colette. Marcel Proust prese ispirazione da quei convegni galanti per ambientare il salotto di Madame Verdurin, personaggio della sua Recherche.
La principessa collaborò con Ezra Pound (frequentemente ospite nel Palazzo Contarini di Venezia) alla stesura dei Canti allorché lo aiutò a trovare la partitura di Le Chant des oiseaux di Clément Janequin che servì per il suo canto LXXV. Pound la ringraziò in due lettere.
Morì a Londra nel novembre del 1943 all'età di 78 anni.

## Il mecenatismo
La fama della principessa de Polignac si deve soprattutto alla sua attività di mecenate nei confronti dei più grandi compositori della sua epoca. Fra le molte commissioni, si ricordino quelle a:
- Igor' Fëdorovič Stravinskij per Renard e Oedipus Rex (Stravinskij);
- Erik Satie per Socrate (per sua intercessione Satie fu liberato dal carcere in cui era finito mentre stava scrivendo quell'opera);
- Darius Milhaud per Les Malheurs d'Orphée;
- Francis Poulenc per il Concerto per due pianoforti (dedicato a lei stessa) e per il Concerto per organo, orchestra e timpani (quest'ultimo inizialmente sarebbe stato commissionato al giovane Jean Françaix, il quale però era già impegnato in altre attività e passò la commissione a Poulenc che lo dedicò alla stessa principessa);
- Kurt Weill per la Sinfonia n. 2;
- Germaine Tailleferre per il Concerto per pianoforte e orchestra n. 1.

El retablo de Maese Pedro di Manuel de Falla fu rappresentato per la prima volta nel suo salone, eseguito da Wanda Landowska al clavicembalo. Maurice Ravel ha dedicato alla principessa de Polignac Pavane pour une infante défunte.
La principessa fu anche sponsor di grandi artisti che si esibirono o lavorarono per lei: Nadia Boulanger, Arthur Rubinstein, Vladimir Horowitz, Emmanuel Chabrier, Jean Françaix, Reynaldo Hahn, Henri Sauguet, Jean Wiener, Isaac Albéniz, Igor Markevitch, Ethel Smyth, Karol Szymanowski, Ricardo Viñes, Blanche Selva, Clara Haskil, Lili Kraus; finanziò i Balletti russi, l'Opéra di Parigi e l'Orchestra sinfonica di Parigi.

### Beneficenza
Fu attiva anche nel campo della beneficenza, facendo costruire case per i senza tetto nel XIII arrondissement, in rue de la Colonie (1911), collaborando con l'architetto Le Corbusier. Durante la prima guerra mondiale, su suggerimento di Marie Curie, riconvertì alcune limousine in autoambulanze, per aiutare i feriti di guerra.
Nel 1928 creò la Fondazione Singer-Polignac, attiva tuttora, con lo scopo di promuovere le arti, la letteratura, la musica e la scienza, attraverso donazioni e borse di studio. I concerti attivati a scopo benefico e di promozione da parte di questa Fondazione sono stati organizzati in origine da Nadia Boulanger e in seguito (1978) da Jean Françaix.